# Constituição Política do Estado do Piauí de 1892
A Constituição Política do Estado do Piauí de 1892 foi promulgada pela então Câmara Constituinte no dia 13 de junho de 1892.

## História
Substituiu a Constituição anterior em menos de um ano, pois era de 27 de maio de 1891. Aboliu o Senado Estadual que figurava na Lei Maior anterior. . 
O texto não teve preâmbulo e seguiu uma tradição de então que era grafar o texto tendo a palavra, política, na identificação principal  do mesmo: Constituição Política do Estado do Piauhy.

## Corpo
O corpo ou texto da referida Constituição Piauiense compunha-se de uma literatura com 102 artigos e as Disosições Transitorias possuem mais 15 artigos, o que totalizava 117 artigos..

## Constituintes
A Cosntituição tem a assinatura dos seguintes constituintes::
- José Ribeiro Gonçalves, presidente
- Manoel Raimundo da Paz, vice-presidente
- Raimundo Antonio de Farias,1º secretário
- Arthur F. de Albuquerque Cavalcante, 2º secretário
- Numa Pompilio Lustosa Nogueira, Bertolino Alves e Rocha Filho, Helvidio Clemetino de Sousa Martins, Antonio Rodrigues Coelho, Osório José Batista, Bellino de Castro e Silva, Joaquim Dias de Sant'Ana, Amino Benevides Araujo Rocha, Raimundo Borges da Silva, Luiz de Moraes Rego, Benedito Canário Porto, Salustiano de Hollanda Bezerra Campos, Antonio José Baptista, Ludgero Alvares Lima, Gervásio de Brito Passos, Raimundo Nonato da Cunha e Anísio Auto de Abreu.[6]